# 水街 (利物浦)

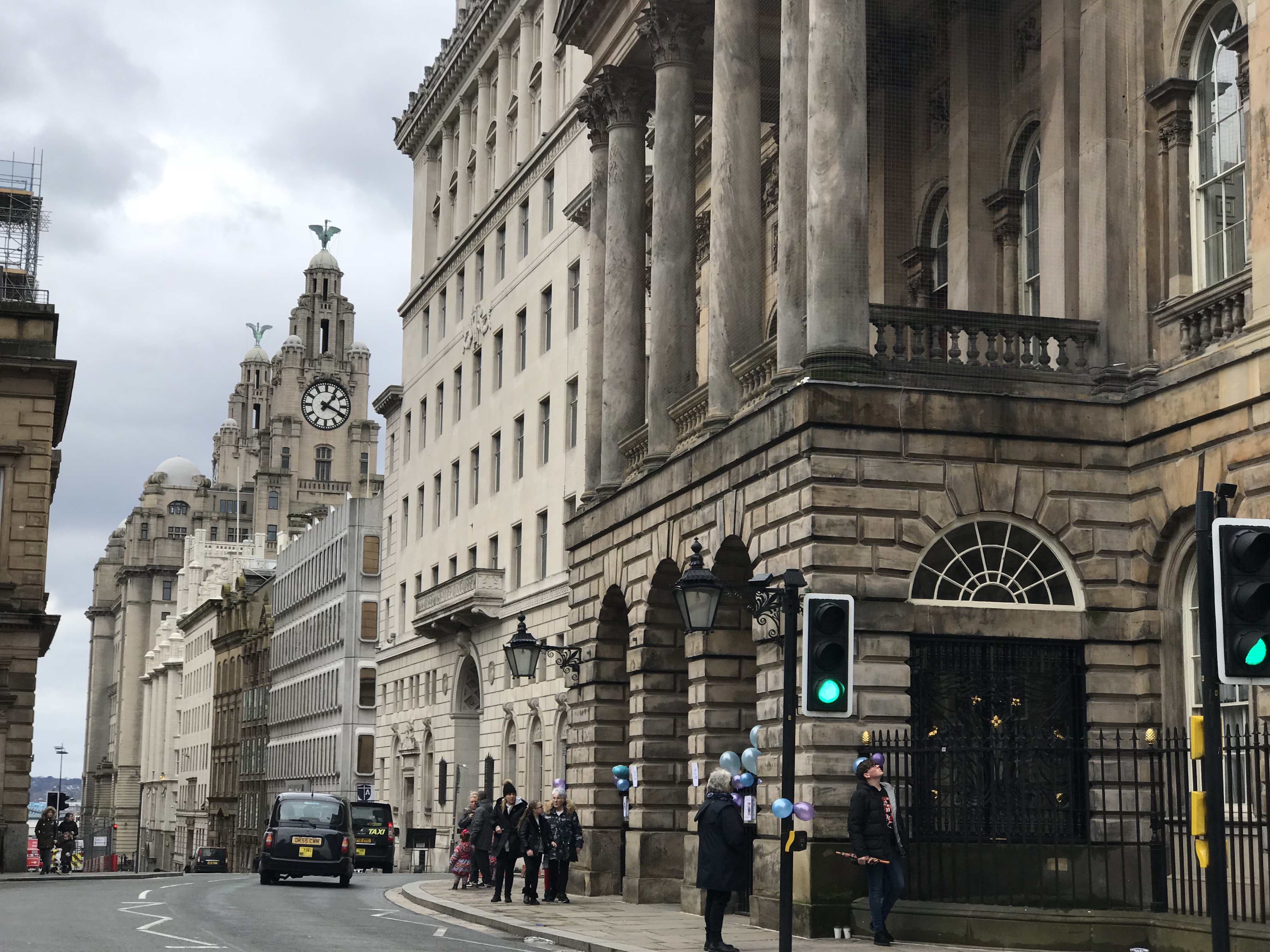
水街

水街是英格兰利物浦市中心的一条道路，該道路的盡頭是梅西河沿岸的碼頭頂。水街曾出现在電影走音天后、玩命關頭6、 毒家交易和傑克萊恩：詭影任務中。 

## 历史
1207年，這條道路就已經形成。 16世纪20年代，該道路得名水街。 赫尔曼·梅尔维尔在他的的小说白鯨記第六章中提到了水街。 
2025年5月26日，水街發生一宗駕車撞人事件。 